# ファイト! (バラエティ番組)
『ファイト!』は、1992年4月4日から1994年4月2日までNHK教育テレビで土曜日23:00 - 23:45に放送された、あるテーマで若者グループが競う、45分間のバラエティ番組である。

## 概要
教育テレビの土曜日深夜の若者参加型番組『YOU』『土曜倶楽部』の系統を引き継いだ番組。内容は、毎回2つの若者グループがあるテーマで対決する形式。テーマは、スポーツ、趣味、音楽などで、主に大学のクラブかサークル同士が対戦することが多かった。
ライフセーバー大会や「消防レスキュー対決」というものもあった。
勝負の判定は、会場参加者とコメンテーターの投票による。投票には「スエット」と呼ばれる「汗の雫」をかたどったアイテムが票として使われ、番組の最後に双方の得たスエットの重量を天秤にかけて判定が下された。この判定方式は後年、NHKの『爆笑オンエアバトル』に引き継がれた。
対決の合間には、レギュラーコメンテーターの数学者・秋山仁の小コーナーがはさまれた。
テーマ曲はエルトン・ジョン「土曜の夜は僕の生きがい」

## 出演者
レギュラー
- 司会
ルー大柴
ちはる
- コメンテーター
秋山仁
山中伊知郎
月に1度、秋山と入れ替わる。
- ナレーター
江原正士

- ゲスト
高山善廣
飯島愛
ほか